# Pleasants County
Pleasants County är ett administrativt område i delstaten West Virginia, USA. År 2010 hade countyt 7 605 invånare. Den administrativa huvudorten (county seat) är St. Marys. 

## Geografi
Enligt United States Census Bureau har countyt en total area på 349 km². 339 km² av den arean är land och 10 km² är vatten. 

### Angränsande countyn
- Washington County, Ohio - nord
- Tyler County, West Virginia - öst
- Ritchie County, West Virginia - sydost
- Wood County, West Virginia - sydväst